# Yúliya Popova
Yúliya Vladímirovna Popova –en ruso, Юлия Владимировна Попова– (Rostov del Don, 29 de abril de 1988) es una deportista rusa que compitió en remo. Ganó dos medallas en el Campeonato Europeo de Remo, en los años 2015 y 2016.

## Palmarés internacional
| Campeonato Europeo | Campeonato Europeo     | Campeonato Europeo | Campeonato Europeo |
| Año                | Lugar                  | Medalla            | Prueba             |
| ------------------ | ---------------------- | ------------------ | ------------------ |
| 2015               | Poznań (Polonia)       | Medalla de oro     | Ocho con timonel   |
| 2016               | Brandeburgo (Alemania) | Medalla de bronce  | Ocho con timonel   |